# Felício dos Santos
Felício dos Santos est une municipalité brésilienne de l'État du Minas Gerais et la microrégion de Diamantina.